# Centre de patinage Adler Arena
Le Centre de patinage Adler Arena (en russe : Адлер-Арена) est un équipement sportif situé à Adler (Russie) qui dépend du Grand-Sotchi, construit pour les Jeux olympiques d'hiver de 2014,,.
Il accueille les épreuves de patinage de vitesse. Le centre a une capacité de 8 000 places. Après les jeux olympiques il est reconverti en centre d'exposition et de spectacle. Il accueille la demi-finale de la Fed Cup 2015 entre la Russie et l'Allemagne.
Le centre a coûté 32,8 millions de dollars pour sa construction et aussi pour les ouvrages temporaires dus aux Jeux olympiques. Il a accueilli les championnats de Russie 2013 de patinage de vitesse.

## Construction
Un thème de face cristalline est soutenu par des murs angulaires et des vitraux triangulaires. La couleur gris et blanc de l'immeuble renforce cette impression. Les murs sur les côtés de la patinoire sont rendus transparents afin que les spectateurs puissent regarder à l'extérieur. Le centre sportif est conçu pour exploiter au maximum les caractéristiques naturelles locales.

## Records de piste

### Hommes
| Distance    | Patineur(s)                                       | Temps          | Date         | Compétition                |
| ----------- | ------------------------------------------------- | -------------- | ------------ | -------------------------- |
| 500 m       | Jan Smeekens                                      | 34 s 80        | 24 mars 2013 | Championnats du monde 2013 |
| 1 000 m     | Denis Kuzin                                       | 1 min 09 s 14  | 22 mars 2013 | Championnats du monde 2013 |
| 1 500 m     | Denis Yuskov                                      | 1 min 46 s 32  | 21 mars 2013 | Championnats du monde 2013 |
| 5 000 m     | Sven Kramer                                       | 6 min 14 s 41  | 22 mars 2013 | Championnats du monde 2013 |
| 10 000 m    | Jorrit Bergsma                                    | 12 min 57 s 69 | 23 mars 2013 | Championnats du monde 2013 |
| Par équipes | Pays-Bas Jan Blokhuijsen Sven Kramer Koen Verweij | 3 min 42 s 03  | 24 mars 2013 | Championnats du monde 2013 |

### Femmes
| Distance    | Patineuse(s)                                         | Temps         | Date         | Compétition                |
| ----------- | ---------------------------------------------------- | ------------- | ------------ | -------------------------- |
| 500 m       | Lee Sang-hwa                                         | 37 s 65       | 24 mars 2013 | Championnats du monde 2013 |
| 1 000 m     | Olga Fatkulina                                       | 1 min 15 s 44 | 22 mars 2013 | Championnats du monde 2013 |
| 1 500 m     | Ireen Wüst                                           | 1 min 55 s 38 | 22 mars 2013 | Championnats du monde 2013 |
| 3 000 m     | Ireen Wüst                                           | 4 min 02 s 43 | 22 mars 2013 | Championnats du monde 2013 |
| 5 000 m     | Martina Sáblíková                                    | 6 min 54 s 31 | 22 mars 2013 | Championnats du monde 2013 |
| Par équipes | Pays-Bas Marrit Leenstra Diane Valkenburg Ireen Wüst | 3 min 00 s 02 | 24 mars 2013 | Championnats du monde 2013 |